# 蘇原希望町
蘇原希望町（そはらきぼうちょう）は、岐阜県各務原市の地名。現行行政町名は蘇原希望町一丁目から蘇原希望町四丁目。

## 地理
各務原市の蘇原地区に属する。
町域の東部は蘇原村雨町、西部は入会町、那加昭南町、那加雄飛ケ丘町、南部は那加雄飛ケ丘町、那加東新町、北部は蘇原申子町、蘇原吉新町に接する。
かつての稲葉郡蘇原町三柿野の一部であり、地名は蘇原町三柿野の頃からの通称に因む。
町域の南にはJR高山本線が通過する。
道路
- 早苗通り
- いちょう通り

## 歴史
1874年（明治7年）9月、各務郡柿沢村、三滝新田、野村が合併し三柿野村が発足。1897年（明治30年）4月、伊飛島村、和合村、大宮村、古市場村、持田村と合併し蘇原村（1943年に町制施行し蘇原町）が発足。この地域は蘇原村大字三柿野の一部となる。
1943年（昭和18年）に町制施行により蘇原町が発足すると、市街地となった大字三柿野に通称地名が設定され、この地域は希望町の通称名で呼ばれるようになる。
1963年（昭和38年）4月1日、蘇原町は那加町、鵜沼町、稲羽町と合併し各務原市が発足すると、大字三柿野から分立し蘇原希望町が成立。

## 世帯数と人口
2024年（令和6年）10月1日現在の世帯数と人口は以下の通りである
| 丁目             | 世帯数  | 人口    |
| ---------------- | ------- | ------- |
| 蘇原希望町一丁目 | 136世帯 | 284人   |
| 蘇原希望町二丁目 | 183世帯 | 369人   |
| 蘇原希望町三丁目 | 91世帯  | 219人   |
| 蘇原希望町四丁目 | 61世帯  | 152人   |
| 計               | 471世帯 | 1,024人 |

## 小・中学校の学区
市立小・中学校に通う場合、学区は以下の通りとなる。
| 番・番地等 | 小学校                   | 中学校               |
| ---------- | ------------------------ | -------------------- |
| 全域       | 各務原市立蘇原第二小学校 | 各務原市立蘇原中学校 |

## 交通
最寄り駅は名古屋鉄道各務原線六軒駅